# ピチャン県
ピチャン県（鄯善県、ぜんぜんけん、ウイグル語：پىچان ناھىيىسى）は、中華人民共和国新疆ウイグル自治区トルファン市に位置する県。

## 行政区画
7鎮、2郷、1民族郷を管轄：
- 鎮：ピチャン鎮（鄯善鎮）、チクティム鎮（七克台鎮）、ポイズ・イスタンスィスィ鎮（火車站鎮）、ラムジン鎮（連木沁鎮）、ルクチン鎮（魯克沁鎮）、ピチャン鎮（辟展鎮）、ディガル鎮（迪坎鎮）
- 郷：トユク郷（吐峪溝郷）、ダランカリズ郷（達朗坎郷）
- 民族郷：東バザル回族郷（東巴扎回族郷）